# Elecciones provinciales de Corrientes de 1992
Las elecciones generales de la provincia de Corrientes de 1992 se realizaron el 20 de diciembre con el objetivo de elegir electores de gobernador y vicegobernador, y 39 convencionales constituyentes para reformar la Constitución provincial. La conformación del Colegio Electoral, el territorio provincial está dividido en 3 secciones electorales, con una sección eligiendo 10 electores y las otras dos 8 cada una. Fueron los últimos comicios que se realizaron bajo el sistema de elección indirecta del gobernador mediante un Colegio Electoral Provincial.
En las elecciones de 1991 ningún partido obtuvo la mayoría en el Colegio Electoral, por lo que el gobernador saliente Ricardo Leconte terminó su mandato sin sucesor electo. Hugo Mancini, vicepresidente primero del Senado Provincial, asumió el cargo de forma interina, sin embargo el presidente Carlos Menem declaró la intervención federal del poder ejecutivo provincial el 7 de febrero de 1992. La interventora federal Claudia Bello llamó a elecciones de gobernador y convencionales constituyentes.
Los candidatos fueron los mismos que en la elección de 1991: Raúl Romero Feris por el Pacto Autonomista - Liberal, Alberto Di Filippo del Partido Justicialista en alianza con el Partido Demócrata Cristiano, y la Unión Cívica Radical presentó a Noel Bread.
Tras realizarse las elecciones, Romero Feris obtuvo una estrecha victoria por voto popular con el 44,49% de los sufragios contra el 40,28% de Di Filippo y el 14,43% de Bread. Sin embargo, Di Filippo obtuvo en elector más que Romero Feris, 12 contra 11. Bread obtuvo solo 3 electores.
En los primeros días de enero de 1993 hubo acuerdo entre radicales y pactistas para elegir a Breard como gobernador. Pero el día de la votación, el 16 de enero, el elector radical Ramón Tabaré Bruzzo se fugó junto con los electores del Partido Justicialista, imposibilitando el quorum. El 19 de enero se intentó reemplazar a Bruzzo para votar a la fórmula del Pacto, pero esto fue rechazado por el Superior Tribunal de Justicia que determinó la caducidad del Colegio Electoral y la anulación de las elecciones del 20 de diciembre.
En la elección constituyentes el Pacto Autonomista Liberal obtuvo 17 convencionales, el Partido Justicialista 16, y la Unión Cívica Radical 6. La reforma a la constitución eliminó el Colegio Electoral e instauró un sistema de segunda vuelta.
El 3 de febrero Claudia Bello fue reemplazada por el radical Ideler Tonelli, quien realizó nuevas elecciones en octubre de 1993, donde resultó electo Raúl Romero Feris.